# 키스 맥카이
키스 버저 고든 맥카이(영어: KeithBuzzer Gordon Mackay, 1956년 12월 8일~)는 뉴질랜드 축구 국가대표팀으로 활약했던 전직 축구 선수로, 뉴질랜드 최초의 FIFA 월드컵 본선 3경기에 모두 출전했다.

## 경력
맥카이는 1980년 8월 20일 멕시코를 상대로 4-0 승리를 거둔 경기에서 뉴질랜드 축구 국가대표팀 데뷔전을 치렀다 스페인에서 열린 1982년 FIFA 월드컵에서 세 경기 출전했다 맥카이는 뉴질랜드 대표로 총 36번 출전했다. 1982 월드컵 예선에서 피지를 상대로 국제 데뷔골을 기록했다. 그의 마지막 뉴질랜드 대표로서의 마지막 국제 경기는 1984년 10월 18일 피지와의 1-1 무승부에서 교체 선수로 출전한 경기이다. 키스는 그해 말 노팅엄에서 잉글랜드 B를 상대로 국가대표 생활을 마감했다현재는 사우스 오클랜드의 마누레와에 있는 알프리스튼 대학의 주니어 보이즈 팀의 코치로 지내고 있다.